# Stragari (općina)
Stragari (općina) (ćirilično: Општина Страгари) je gradska općina Kragujevca u Šumadijskom okrugu u Središnjoj Srbiji. Središte općine je grad Kragujevac. 
Općina je osnovana 2002. godine, općina je postojala i prije do 1965. godine kada je pripojena Kragujevcu i Topoli.

## Zemljopis
Susjedne općine su Knić, Stanovo, Gornji Milanovac, Topola i Aerodrom. 

## Stanovništvo
Prema popisu stanovništva iz 2002. godine u općini živi 4.526 stanovnika, raspoređenih u 11 naselja .

### Naselja
| Naselje     | Broj stanovnika | Površina u ha |
| ----------- | --------------- | ------------- |
| Veliki Šenj | 350             | 1.044         |
| Vlakča      | 671             | 1.880         |
| Dobrača     | 493             | 1.349         |
| Stragari    | 431             | 2.731         |
| Kotraža     | 304             | 909           |
| Ljubičevac  | 83              | 1.323         |
| Mala Vrbica | 249             | 759           |
| Masloševo   | 478             | 894           |
| Ramaća      | 340             | 1.835         |
| Stragari    | 967             | 3.121         |
| Ugljarevac  | 160             | 681           |
| UKUPNO      | 4.526           | 16.526        |